# Неида
Неида је у грчкој митологији било име више личности.

## Етимологија
Име Неида има значење „водена нимфа“.

## Митологија
- Била је кћерка (или према Паусанији син са истим именом; лат. Neïs) Зета или његовог брата Амфиона и Ниобе, према којој је једна од капија Тебе добила назив.[2]
- Нимфа, која је, према Аполодору, била једна од могућих Ендимионових супруга и са њим имала сина Етола.[3]
- У Хомеровој „Илијади“ се помињала „савршена“ нимфа Неида, која је са Енопом имала сина Сатнија.[4]